# Bertoldo II de Carintia
Bertoldo II (c. 1000 - 6 de noviembre de 1078), un miembro de la Casa de Zähringen de Suabia, fue duque de Carintia y margrave de Verona desde 1061 hasta 1077.

## Vida
Era posiblemente el descendiente de un Bertoldo (Bezzelin) de Zähringen, un conde suabo en la región de Brisgovia y pariente de la dinastía ahalolfinga que murió en la batalla de Stilo en 982, combatiendo contra el emir kálbida de Sicilia. Los primeros Zähringer eran aliados estrechos de la dinastía otoniana imperial; el hijo de Bertoldo, el conde Bertoldo II (Birchtilo), estaba entre los nobles que capturaron y mutilaron al antipapa Juan XVI a petición del emperador Otón III. Por parte de madre, Bertoldo probablemente descendía de la casa de Hohenstaufen, quienes entonces eran condes en Ortenau, Turgovia, Brisgovia y Bar. 
Bertoldo se alzó rápidamente como uno de los más poderosos condes en el ducado de Suabia, y el emperador salio Enrique III incluso prometió el título ducal a su seguidor, que entonces ostentaba Otón de Schweinfurt. Sin embargo, a la muerte de Otón en 1057, la viuda de Enrique, Inés de Poitou, dio Suabia en feudo al conde Rodolfo de Rheinfelden. Bertoldo recibió, como compensación por el abandono de su pretensión, los títulos ducales de Carintia con la marca de Verona después de que muriera el duque ezónida Conrado III en 1061, de ahí que los Zähringer ascendieran finalmente al estatus de una casa principesca. 
En Carintia y Verona, sin embargo, Bertoldo como su predecesor fue considerado un gobernante extranjero y los nobles locales realmente no lo aceptaron nunca. Según el cronista contemporáneo Lamberto de Hersfeld, incluso se le consideró depuesto temporalmente en 1072/73. El duque Bertoldo perdió el favor del rey Enrique IV durante la feroz querella de las investiduras, cuando apoyó la elección, junto al duque Güelfo I de Baviera, de su antiguo rival el duque Rodolfo de Suabia como antirrey después de la Humillación de Canossa de Enrique en 1077. A su vez, el rey se apropió en la Dieta imperial de Ulm de su ducado y entregó Carintia a Liutoldo de Eppenstein. 
Bertoldo se retiró a su territorio natal de Suabia, donde tuvo que rechazar constantes ataques de las fuerzas del rey Enrique. Murió al año siguiente en el castillo de Limburgo y fue enterrado en la abadía de Hirsau, donde habá contribuido a erigir la iglesia monasterio bajo el abad Guillermo.

## Matrimonio e hijos
Bertoldo se casó con una tal Richwara, posiblemente una descendiente del duque Conrado II de Carintia. La pareja tuvo al menos dos hijos:
- Germán I (h. 1040-1074), heredó el título de la marca de Verona y fue progenitor de los Margraves de Baden
- Bertoldo II (h. 1050-1111), duque de Suabia en oposición a Federico Hohenstaufen desde 1092 hasta 1098
- Gerardo (h. 1050-1110), obispo de Constanza desde 1084.

Richwara también dio a luz a dos hijas:
- Lutgarda (m. alrededor de 1119), se casó con el margrave de Nordgau Diepold de Vohburg, madre del margrave Diepold III y abuela de Adelaida de Vohburg, la primera esposa del emperador Federico Barbarroja
- Riquilda, casada con el conde Rodolfo de Frickingen, casada en segundas nupcias con Luis de Sigmaringen, progenitor de la casa de Helfenstein.

En su segundo matrimonio, Bertoldo desposó a Beatriz, hermana del conde Teodorico I de Montbéliard. 
Al final, los Zähringer fueron capaces de mantener su posición, cuando Bertoldo II alcanzó alrededor de 1098 un acuerdo con el duque de Hohenstaufen Federico I de Suabia, conservando el título de  "Duque de Zähringen". Desde 1112, Germán II, hijo de Germán I, gobernó como margrave de Baden.